# Philippinische Fußballnationalmannschaft der Frauen/Weltmeisterschaften
Der Artikel beinhaltet eine ausführliche Darstellung der philippinischen Fußballnationalmannschaft der Frauen bei Weltmeisterschaften. Die Philippinen konnten sich 2022 erstmals für die WM-Endrunde 2023 qualifizieren. Die Mannschaft ist die siebte asiatische Mannschaft, die sich für eine WM-Endrunde qualifizieren konnte und nach der Republik China, Äquatorialguinea und Thailand das vierte Land, aus dem sich nur die Frauen für die WM qualifizieren konnten.

## Die Nationalmannschaft bei Weltmeisterschaften

### Übersicht
| Jahr | Gastgeberland         | Teilnahme bis …    | Gegner                        | Ergebnis | Trainer      | Bemerkungen und Besonderheiten |
| ---- | --------------------- | ------------------ | ----------------------------- | -------- | ------------ | --- |
| 1991 | Volksrepublik China   | nicht teilgenommen |                               |          |              | An der Fußball-Asienmeisterschaft der Frauen 1991, die als Qualifikation diente, nahmen die Philippinen nicht teil.                           |
| 1995 | Schweden              | nicht teilgenommen |                               |          |              | An der Fußball-Asienmeisterschaft der Frauen 1993, die als Qualifikation diente, nahmen die Philippinen nicht teil.                           |
| 1999 | USA                   | nicht qualifiziert |                               |          |              | Bei der Fußball-Asienmeisterschaft der Frauen 1997 an China, Nordkorea und Usbekistan gescheitert.                                            |
| 2003 | USA                   | nicht qualifiziert |                               |          |              | Bei der Fußball-Asienmeisterschaft der Frauen 2003 an Japan, Myanmar und Rep. China (Taiwan) gescheitert.                                     |
| 2007 | Volksrepublik China   | nicht qualifiziert |                               |          |              | In der Qualifikation zur Fußball-Asienmeisterschaft der Frauen 2006 an Myanmar und Vietnam gescheitert.                                       |
| 2011 | Deutschland           | nicht teilgenommen |                               |          |              | An der Qualifikation für die Asienmeisterschaft 2010 nicht teilgenommen.                                                                      |
| 2015 | Kanada                | nicht qualifiziert |                               |          |              | In der Qualifikation für die Asienmeisterschaft 2014 an Thailand gescheitert.                                                                 |
| 2019 | Frankreich            | nicht qualifiziert |                               |          |              | Bei der Fußball-Asienmeisterschaft der Frauen 2018 an Südkorea gescheitert.                                                                   |
| 2023 | Australien/Neuseeland | Vorrunde           | Schweiz, Neuseeland, Norwegen | 24.      | Alen Stajcic | Durch den Viertelfinalsieg im Elfmeterschießen bei der Fußball-Asienmeisterschaft der Frauen 2022 gegen die Rep. China (Taiwan) qualifiziert. |

### Statistik
(Angaben inkl. Qualifikation 2023: Neun Weltmeisterschaften)
- nicht teilgenommen: dreimal (33,3 %)
- nicht qualifiziert: fünfmal (55,5 %)
- qualifiziert: einmal (11,1 % bzw. 16,7 % der Versuche)
  - Vorrunde: einmal (11,1 %)

## Die Turniere

### WM 1991 in der Volksrepublik China
An der Fußball-Asienmeisterschaft der Frauen 1991, die als Qualifikation diente, nahmen die Philippinen nicht teil und konnten sich somit auch nicht für die erste WM der Frauen qualifizieren.

### WM 1995 in Schweden
Auch zwei Jahre später nahmen die Philippinen nicht an der Fußball-Asienmeisterschaft der Frauen 1993 teil und konnten sich damit nicht für die qualifizieren.

### WM 1999 in den USA
An der Fußball-Asienmeisterschaft der Frauen 1997 nahmen die Philippinen dann teil, wurden in ihrer Vorrundengruppe aber nach drei Niederlagen Letzte hinter China, Nordkorea und Usbekistan und konnten sich somit nicht für die dritte Weltmeisterschaft qualifizieren.

### WM 2003 in den USA
Eigentlich sollte die WM 2003 dann wieder in der Volksrepublik China stattfinden. Wegen der SARS-Epidemie wurde das Turnier kurzfristig in die USA verlegt. Damit fand die Weltmeisterschaft zum zweiten Mal in den USA statt. Die Philippinen nahmen an der Fußball-Asienmeisterschaft der Frauen 2003 teil, die als Qualifikation für die WM diente und wegen der SARS-Krise von April auf Juni verschoben wurde. In der Gruppenphase verloren die Philippinen das erste Spiel gegen Japan mit 0:15, dann gegen Myanmar mit 0:6 und die Rep. China (Taiwan) mit 0:4. Immerhin gelang zum Abschluss noch ein 2:1 gegen Guam, so dass sie nicht Letzte wurden.

### WM 2007 in der Volksrepublik China
Vier Jahre später fand dann die WM doch zum zweiten Mal in der Volksrepublik China statt. Die Philippinen scheiterten bereits in der Qualifikation zur Fußball-Asienmeisterschaft der Frauen 2006. In einer Dreiergruppe verloren sie die beiden Spiele gegen Myanmar mit 1:4 und Vietnam mit 1:6.

### WM 2011 in Deutschland
Die Philippen nahmen nicht an der Qualifikation zur Fußball-Asienmeisterschaft der Frauen 2010 teil und konnten sich daher nicht für die WM qualifizieren. Für Asien gingen Australien, Japan – das dann als erste asiatische Mannschaft Fußballweltmeister wurde – und Nordkorea an den Start – das aber eher durch Dopingvergehen auf sich aufmerksam machte.

### WM 2015 in Kanada
An der Qualifikation für die Asienmeisterschaft 2014 nahmen die Philippinen dann wieder teil. Nach einem 6:0 gegen den Iran, verloren sie gegen Thailand mit 0:1. Das anschließende 4:0 gegen Bangladesch reichte dann nur noch zum zweiten Platz, der aber nicht zur Teilnahme an der Endrunde berechtigte.

### WM 2019 in Frankreich
In der Qualifikation für die WM in Frankreich, für die den Asiatinnen wieder fünf Startplätze zugestanden wurden, mussten die Philippinen sich zunächst für die Asienmeisterschaft 2018 qualifizieren. Dies gelang bei einem Turnier in Tadschikistan durch Siege gegen die Vereinigten Arabischen Emirate (4:0), den Irak (4:0), Tadschikistan (8:0) und ein Remis gegen Bahrain (1:1) trotz einer Niederlage gegen Jordanien (1:5), da sich diesmal der Gruppensieger und -zweite für die Endrunde qualifizierte. Bei der Endrunde in Jordanien trafen sie wieder auf Jordanien und gewannen diesmal mit 2:1. Dann folgten aber Niederlagen gegen China (0:3) und Thailand (1:3). Als Gruppendritte hatten sie aber noch die Chance sich für die WM zu qualifizieren, verloren aber mit 0:5 gegen Südkorea das Spiel um Platz 5.

### WM 2023 in Australien und Neuseeland
In der Qualifikation für die WM in Australien und Neuseeland, für die den Asiatinnen fünf feste Startplätze zugestanden wurden, qualifizierten sich die Philippinen durch das Erreichen des Halbfinales bei der Fußball-Asienmeisterschaft der Frauen 2022. Für die Endrunde hatten sich die Philippinen bei einem Turnier im September 2021 in Taschkent durch Siege gegen Nepal und Hongkong (jeweils 2:1) qualifiziert. Am 26. Oktober 2021 wurde Alen Stajcic, zuvor u. a. 5 Jahre Trainer der australischen Fußballnationalmannschaft der Frauen als neuer Nationaltrainer präsentiert. Bei der Endrunde in Indien gelang ihnen mit einem 1:0 der erste Sieg überhaupt gegen Thailand. Nach einer 0:4-Niederlage gegen Australien qualifizierten sie sich durch ein 6:0 gegen Indonesien für das Viertelfinale. In diesem konnten sie sich gegen die Rep. China (Taiwan) mit 4:3 im Elfmeterschießen durchsetzen, nachdem es nach 120 Minuten 1:1 stand.
Bei der Auslosung am 22. Oktober 2022 wurden die Philippinen in die Gruppe mit WM-Gastgeber Neuseeland sowie Norwegen und die Schweiz gelost. Bisher gab es nur ein Spiel gegen Neuseeland, das im September 2022 mit 1:2 verloren wurde. Die Philippinen, die mit 18 in den USA geborenen Spielerinnen ins Turnier gingen, verloren ihr erstes WM-Spiel gegen die Schweiz, konnten dann gegen Neuseeland mit 1:0 gewinnen und mussten aber gegen Norwegen mit 0:6 Lehrgeld zahlen, womit für sie die WM beendet war.

## Spiele
| Alle WM-Spiele |            |          |            |                  |   |          |                                |
| Nr.            | Datum      | Ergebnis | Gegner     | Austragungsort   |   | Anlass   | Bemerkungen                    |
| 1              | 21.07.2023 | 0:2      | Schweiz    | Dunedin (NZL)    | * | Vorrunde | Erstes Spiel gegen die Schweiz |
| 2              | 25.07.2023 | 1:0      | Neuseeland | Wellington (NZL) | A | Vorrunde |                                |
| 3              | 30.07.2023 | 0:6      | Norwegen   | Auckland (NZL)   | * | Vorrunde | Erstes Spiel gegen Norwegen    |